# Sousa plumbea
Sousa plumbea je druh delfína z rodu Sousa (tzv. hrbatých delfínů), který se vyskytuje v pobřežních vodách od jižní a východní Afriky přes Rudé a Arabské moře po Indický subkontinent. 

## Systematika
Sousa plumbea taxonomicky spadá do rodu Sousa. Tento rod je předmětem debat taxonomistů již od 19. století. V 10. letech 21. století se taxonomie rodu prozatím ustálila na 4 druzích, přičemž Sousa plumbea byl potvrzen jako samostatný druh v roce 2014, do té doby byl považován za konspecifický (náležící ke stejnému druhu) s delfínem indočínským (Sousa chinensis). Taxonomický status delfínů rodu Sousa z Indického oceánu nicméně zůstává nejistý a delfíni z Bengálského zálivu i delfíni z Arabského moře představují relativně samostatné populace s minimálním genovým tokem. Nerozeznávají se žádné poddruhy. Druhové jméno plumbea v latině znamená „olověný“ či „těžký“, což patrně odkazuje k výraznému hřbetnímu hrbu.

## Popis
Tento baculatý delfín s viditelným hrbem dosahuje délek kolem 2,7 metru a váhy kolem 200–250 kg, maximálně 260 kg. Hlava je malá se středně velkým melounem v přední části. Zobák je tenký a dosahuje délek kolem 38 cm. Malá hřbetní ploutev je posazena na hřbetu ve střední části těla, její konec má ostrou, srpovitě zahnutou špičku. Hrudní ploutve jsou široké se zaoblenými konci. Horní strana těla je tmavě šedá až hnědošedá, spodina je světlejší.

## Výskyt
Vyskytuje se v pobřežních vodách Indického oceánu. Areál výskytu sahá od jižního cípu Afriky po Bengálský záliv. Vyskytuje se i v Rudém moři a Perském zálivu, výjimečně se může objevit i se Středozemním moři, kam se může zatoulat z Rudého moře. Obývá pouze pobřežní vody, v oblibě má hlavě ústí řek a mangrovy.

## Biologie a chování

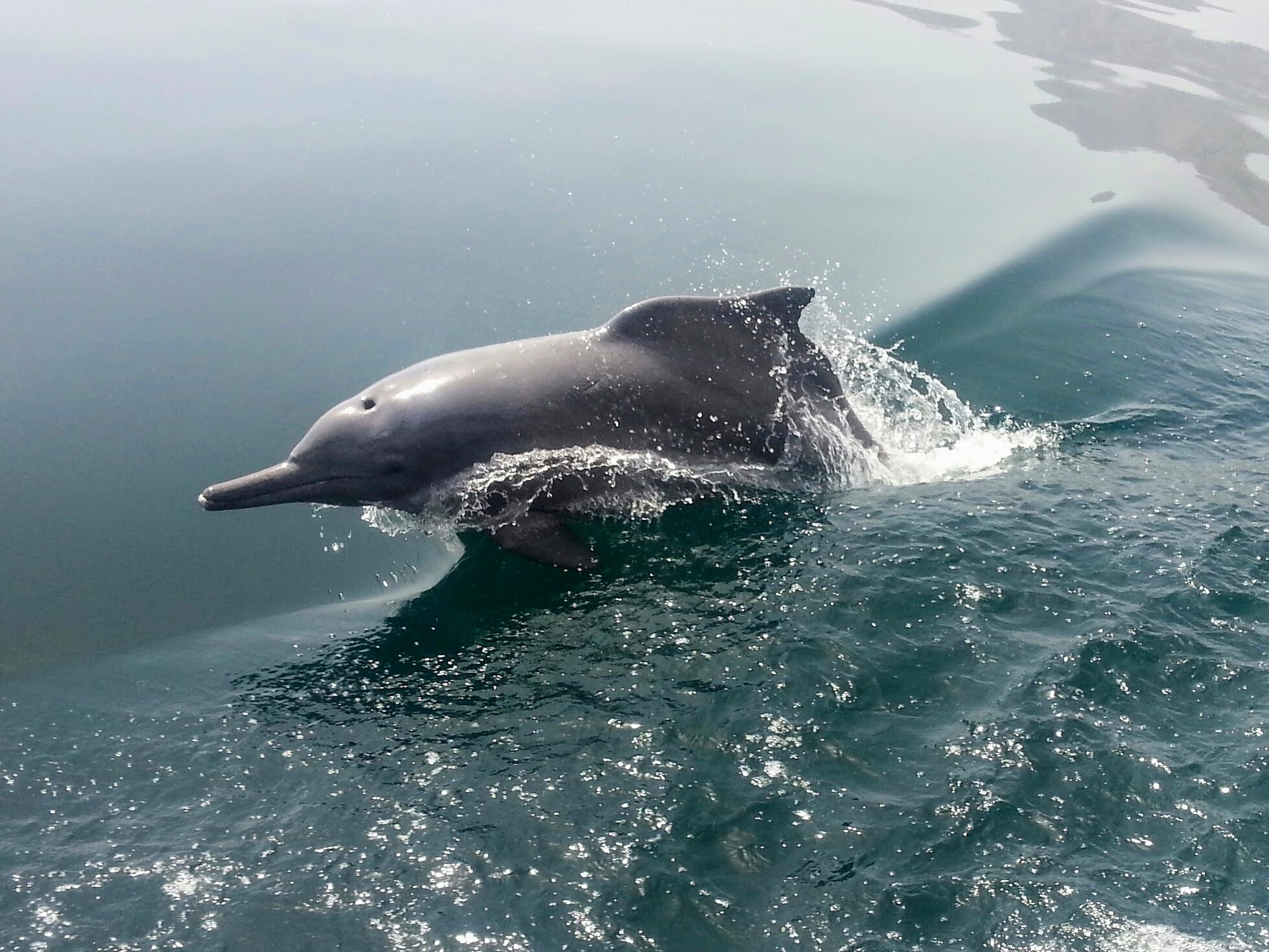
Sousa plumbea při výskoku z vody

Žije v menších stádech do 10 jedinců, i když v Arabském moři byla pozorována stáda čítající více než stovku delfínů. Živí se rybami, které loví nejčastěji v mělkých zakalených vodách, občas na útesech. Někdy se může vyvrhnout na břeh, aby se dostal k rybám vyplaveným větší vlnou. Samice dospívají ve věku kolem 10 let, samci o 2–3 roky později. Mláďata jsou při narození dlouhá kolem 1 metru. Může se dožít více než 40 let.

## Ohrožení
Mezinárodní svaz ochrany přírody (IUCN) druh považuje za ohrožený. Populace druhu se totiž skládá z nepočetných menších částečně oddělených subpopulací, jejichž početnost často nepřesahuje 100 jedinců. Výskyt druhu v pobřežních vodách navíc znamená vystavení se vlivům člověka, jehož aktivity jsou v vodách  blízko pobřeží intenzivní (rybaření, výstavba, lodní doprava, znečištění aj.).